# General Díaz FBC (Pilar)
El General José Eduvigis Díaz Football Club (más conocido como General Díaz de Pilar) es un club deportivo de Paraguay ubicado en la ciudad de Pilar, Departamento de Ñeembucú. Fue fundado el 2 de marzo de 1919 y su principal actividad es el fútbol.

## Historia
El club desde sus inicios jugaba cada año en su liga regional, la Liga Pilarense de Fútbol (equivalente a la cuarta división), pero desde el año 2024 inició su participación en la Primera División B Nacional (equivalente a la tercera división).

Escudo original del club.

## Origen del nombre
El club recibe su nombre en honor al general José Eduvigis Díaz (1833 - 1867), un destacado militar y estratega paraguayo que combatió en varias batallas durante la Guerra de la Triple Alianza (1864 - 1870).

## Estadio
Su estadio recibe su nombre en honor al contralmirante Ramón Enrique Martino Torres (1908 - ¿?) un militar paraguayo oriundo de Pilar, que combatió como miembro de la marina y la aviación paraguaya durante la Guerra del Chaco (1932 - 1935). Es recordado por haber hecho un bombardeo nocturno sobre los fortines bolivianos Quijarro y Vitriones en 1934.